# Snowboard aux Jeux olympiques de la jeunesse d'hiver de 2012
Navigation
2016
Les épreuves de snowboard aux Jeux olympiques de la jeunesse d'hiver de 2012 ont eu lieu au Nordkette Innsbruck et à Kühtai, à Igls, près d'Innsbruck en Autriche, du 16 au 19 janvier 2012. La différence entre le programme de snowboard des JOJ et celui des Jeux olympiques d'hiver est qu'il n'y a pas eu d'épreuve de cross et de slalom géant parallèle et il y a eu l'inclusion d'une épreuve de slopestyle masculine et féminine pour la première fois dans le programme olympique.

## Médailles

### Tableau des médailles
| Rang  | Nation     | Or | Argent | Bronze | Total |
| ----- | ---------- | -- | ------ | ------ | ----- |
| 1     | Canada     | 2  | 0      | 0      | 2     |
| 2     | États-Unis | 1  | 3      | 0      | 4     |
| 3     | Japon      | 1  | 0      | 1      | 2     |
| 4     | Slovénie   | 0  | 1      | 0      | 1     |
| 5     | France     | 0  | 0      | 1      | 1     |
| 5     | Suisse     | 0  | 0      | 1      | 1     |
| 5     | Australie  | 0  | 0      | 1      | 1     |
| Total | Total      | 4  | 4      | 4      | 12    |

### Hommes
| Épreuves                              | Or                       | Or        | Argent                  | Argent    | Bronze                | Bronze    |
| ------------------------------------- | ------------------------ | --------- | ----------------------- | --------- | --------------------- | --------- |
| Half-pipe hommes résultats détaillés  | Ben Ferguson (USA)       | 93,25 pts | Tim-Kevin Ravnjak (SLO) | 86,75 pts | Taku Hiraoka (JPN)    | 84,25 pts |
| Slopestyle hommes résultats détaillés | Michael Ciccarelli (CAN) | 94,25 pts | Ben Ferguson (USA)      | 90,25 pts | David Hablützel (SUI) | 87,50 pts |

### Femmes
| Épreuves                              | Or                     | Or        | Argent             | Argent    | Bronze                | Bronze    |
| ------------------------------------- | ---------------------- | --------- | ------------------ | --------- | --------------------- | --------- |
| Half-pipe femmes résultats détaillés  | Hikaru Ohe (JPN)       | 96,25 pts | Arielle Gold (USA) | 90,00 pts | Lucile Lefevre (FRA)  | 82,25 pts |
| Slopestyle femmes résultats détaillés | Audrey Mcmaniman (CAN) | 84,25 pts | Arielle Gold (USA) | 71,75 pts | Alexandra Fitch (AUS) | 69,75 pts |

## Système de qualification
Les 12 pays les mieux placés en half pipe hommes et slopestyle hommes sur la liste des points
FIS ont droit à 1 homme dans l’épreuve respective. Les 10 pays les mieux placés en half pipe femmes et slopestyle femmes sur la liste des points FIS ont droit à 1 femme dans
l’épreuve respective. Les 6 (hommes) et 4 (femmes) places restantes dans chaque épreuve seront attribuées (à raison d’1 homme ou d’1 femme maximum par CNO) par la FIS aux CNO qui ne sont
pas encore qualifiés. Cela signifie que 60 places sont disponibles. Les places finales ont été publiés le 30 avril 2011 et sont sujettes à des changements.

## Qualifié(e)s par pays
| CNO                | Hommes    | Hommes     | Femmes    | Femmes     | Total |
| CNO                | Half-pipe | Slopestyle | Half-pipe | Slopestyle | Total |
| ------------------ | --------- | ---------- | --------- | ---------- | ----- |
| Allemagne          | 1         |            |           |            | 1     |
| Andorre            |           |            |           | 1          | 1     |
| Australie          |           |            |           | 1          | 1     |
| Autriche           | 1         | 1          | 1         | 1          | 4     |
| Belgique           | 1         | 1          |           |            | 2     |
| Canada             | 1         | 1          | 1         | 1          | 4     |
| Chili              |           | 1          |           |            | 1     |
| Corée du Sud       | 1         |            | 1         |            | 2     |
| Croatie            |           |            | 1         | 1          | 2     |
| Espagne            | 1         |            | 1         |            | 2     |
| États-Unis         | 1         | 1          | 1         | 1          | 4     |
| Finlande           | 1         | 1          | 1         | 1          | 4     |
| France             | 1         | 1          | 1         | 1          | 4     |
| Hongrie            |           | 1          |           |            | 1     |
| Italie             | 1         | 1          | 1         | 1          | 4     |
| Japon              | 1         |            | 1         |            | 2     |
| Nouvelle-Zélande   | 1         | 1          |           |            | 2     |
| Pays-Bas           | 1         | 1          |           |            | 2     |
| Pologne            |           |            | 1         |            | 1     |
| République tchèque |           | 1          | 1         | 1          | 3     |
| Russie             | 1         | 1          | 1         | 1          | 4     |
| Slovénie           | 1         | 1          |           |            | 2     |
| Suède              |           | 1          |           |            | 1     |
| Suisse             | 1         | 1          | 1         |            | 3     |
| Total: 24 CNO      | 16        | 16         | 14        | 11         | 57    |

## Résultats

### Half-pipe hommes
L'épreuve s'est déroulée avec 27 athlètes de 18 pays différents le 14 janvier 2012 avec les qualifications puis le lendemain avec la demi-finale et la finale,.

#### Qualification
| Rang | N° | Série | Nom                        | Pays               | Manche 1 | Manche 2 | Meilleure manche | Notes |
| ---- | -- | ----- | -------------------------- | ------------------ | -------- | -------- | ---------------- | ----- |
| 1    | 8  | 1     | Taku Hiraoka               | Japon              | 91,75    | 95,00    | 95,00            | QF    |
| 2    | 2  | 1     | Sebbe de Buck              | Belgique           | 76,75    | 45,50    | 76,75            | QF    |
| 3    | 3  | 1     | Nikita Avtaneev            | Russie             | 66,00    | 72,50    | 72,50            | QF    |
| 4    | 4  | 1     | Jan Kralj                  | Slovénie           | 65,50    | 69,00    | 69,00            | QD    |
| 5    | 14 | 1     | Hamish Bagley              | Nouvelle-Zélande   | 58,50    | 64,75    | 64,75            | QD    |
| 6    | 6  | 1     | Yannis Tourki              | France             | 62,50    | 39,00    | 62,50            | QD    |
| 7    | 5  | 1     | Sean Taylor                | Pays-Bas           | 34,25    | 60,50    | 60,50            | QD    |
| 8    | 13 | 1     | Na Myung-Joo               | Corée du Sud       | 54,75    | 37,00    | 54,75            | QD    |
| 9    | 9  | 1     | Ivan Kardonov              | Russie             | 54,00    | 54,50    | 54,50            | QD    |
| 10   | 11 | 1     | Max Raymer                 | États-Unis         | 47,00    | 48,50    | 48,50            |       |
| 11   | 10 | 1     | Ondrej Porkert             | République tchèque | 41,50    | 47,50    | 47,50            |       |
| 12   | 12 | 1     | Roland Hörtnagl            | Autriche           | 42,25    | 10,75    | 42,25            |       |
| 13   | 7  | 1     | Linus Birkendahl           | Allemagne          | 40,25    | 21,00    | 40,25            |       |
| 14   | 1  | 1     | Philipp Wilhelm Kundratitz | Autriche           | 31,25    | 18,00    | 31,25            |       |
| 1    | 20 | 2     | Tim-Kevin Ravnjak          | Slovénie           | 89,25    | 93,00    | 93,00            | QF    |
| 2    | 21 | 2     | Ben Ferguson               | États-Unis         | 88,00    | 33,75    | 88,00            | QF    |
| 3    | 16 | 2     | David Hablützel            | Suisse             | 78,25    | 82,75    | 82,75            | QF    |
| 4    | 26 | 2     | Michael Ciccarelli         | Canada             | 53,25    | 78,75    | 78,75            | QD    |
| 5    | 17 | 2     | Johannes Höpfl             | Allemagne          | 67,00    | 21,25    | 67,00            | QD    |
| 6    | 15 | 2     | Lucas Baume                | Suisse             | 31,75    | 62,25    | 62,25            | QD    |
| 7    | 27 | 2     | Lewis Courtier-Jones       | Grande-Bretagne    | 46,75    | 60,00    | 60,00            | QD    |
| 8    | 23 | 2     | Kalle Jarvilehto           | Finlande           | 51,25    | 53,75    | 53,75            | QD    |
| 9    | 19 | 2     | Victor Habermacher         | France             | 52,50    | 29,00    | 52,50            | QD    |
| 10   | 18 | 2     | Manex Azula                | Espagne            | 35,00    | 49,00    | 49,00            |       |
| 11   | 24 | 2     | Stef van Deursen           | Belgique           | 44,50    | 47,50    | 47,50            |       |
| 12   | 22 | 2     | Tuomas Pohjonen            | Finlande           | 47,25    | 45,00    | 47,25            |       |
| 13   | 25 | 2     | Ludvig Billtoft            | Suède              | 35,50    | 38,00    | 38,00            |       |

#### Demi-finale
| Rang | N° | Nom                  | Pays             | Manche 1       | Manche 2       | Meilleure manche | Notes          |
| ---- | -- | -------------------- | ---------------- | -------------- | -------------- | ---------------- | -------------- |
| 1    | 26 | Michael Ciccarelli   | Canada           | 84,75          | 77,25          | 84,75            | QF             |
| 2    | 17 | Johannes Höpfl       | Allemagne        | 80,25          | 21,50          | 80,25            | QF             |
| 3    | 4  | Jan Kralj            | Slovénie         | 76,00          | 67,50          | 76,00            | QF             |
| 4    | 6  | Yannis Tourki        | France           | 70,50          | 71,25          | 71,25            | QF             |
| 5    | 14 | Hamish Bagley        | Nouvelle-Zélande | 40,50          | 68,50          | 68,50            | QF             |
| 6    | 5  | Sean Taylor          | Pays-Bas         | 47,00          | 67,00          | 67,00            | QF             |
| 7    | 13 | Na Myung-Joo         | Corée du Sud     | 65,00          | 45,00          | 65,00            |                |
| 8    | 27 | Lewis Courtier-Jones | Grande-Bretagne  | 59,75          | 41,25          | 59,25            |                |
| 9    | 9  | Ivan Kardonov        | Russie           | 55,25          | 57,50          | 57,50            |                |
| 10   | 23 | Kalle Jarvilehto     | Finlande         | 54,00          | 37,50          | 54,00            |                |
| 11   | 19 | Victor Habermacher   | France           | 36,25          | 35,75          | 36,25            |                |
| –    | 15 | Lucas Baume          | Suisse           | N'a pas débuté | N'a pas débuté | N'a pas débuté   | N'a pas débuté |

#### Finale
| Rang | N° | Nom                | Pays             | Manche 1 | Manche 2 | Meilleure manche | Notes                               |
| ---- | -- | ------------------ | ---------------- | -------- | -------- | ---------------- | ----------------------------------- |
| 1    | 21 | Ben Ferguson       | États-Unis       | 90,25    | 93,25    | 93,25            | Médaille d'or, Jeux olympiques      |
| 2    | 20 | Tim-Kevin Ravnjak  | Slovénie         | 59,35    | 86,75    | 86,75            | Médaille d'argent, Jeux olympiques  |
| 3    | 8  | Taku Hiraoka       | Japon            | 55,75    | 84,25    | 84,25            | Médaille de bronze, Jeux olympiques |
| 4    | 26 | Michael Ciccarelli | Canada           | 74,50    | 84,00    | 84,00            |                                     |
| 5    | 16 | David Hablützel    | Suisse           | 49,00    | 80,25    | 80,25            |                                     |
| 6    | 4  | Jan Kralj          | Slovénie         | 68,25    | 75,00    | 75,00            |                                     |
| 7    | 3  | Nikita Avtaneev    | Russie           | 74,25    | 70,25    | 74,25            |                                     |
| 8    | 17 | Johannes Höpfl     | Allemagne        | 64,25    | 71,50    | 71,50            |                                     |
| 9    | 6  | Yannis Tourki      | France           | 63,00    | 57,25    | 63,00            |                                     |
| 10   | 14 | Hamish Bagley      | Nouvelle-Zélande | 57,25    | 46,25    | 57,25            |                                     |
| 11   | 5  | Sean Taylor        | Pays-Bas         | 49,25    | 39,00    | 49,25            |                                     |
| 12   | 2  | Sebbe de Buck      | Belgique         | 33,50    | 24,00    | 33,50            |                                     |

### Slopestyle hommes
L'épreuve s'est déroulée avec 28 athlètes de 18 pays différents le 19 janvier 2012 avec les qualifications puis avec la finale avec 18 participants.

#### Qualification
| Rang | N° | Série | Nom                        | Pays               | Manche 1       | Manche 2       | Meilleure manche | Notes          |
| ---- | -- | ----- | -------------------------- | ------------------ | -------------- | -------------- | ---------------- | -------------- |
| 1    | 10 | 1     | Michael Ciccarelli         | Canada             | 86,50          | 90,75          | 90,75            | QF             |
| 2    | 4  | 1     | Max Raymer                 | États-Unis         | 74,25          | 80,75          | 80,75            | QF             |
| 3    | 6  | 1     | Lucas Baume                | Suisse             | 79,75          | 29,25          | 79,75            | QF             |
| 4    | 7  | 1     | Tuomas Pohjonen            | Finlande           | 74,00          | 76,25          | 76,25            | QF             |
| 5    | 12 | 1     | Ludvig Billtoft            | Suède              | 73,75          | 43,50          | 73,75            | QF             |
| 6    | 2  | 1     | Tim-Kevin Ravnjak          | Slovénie           | 43,75          | 73,25          | 73,25            | QF             |
| 7    | 11 | 1     | Kalle Jarvilehto           | Finlande           | 69,00          | 43,50          | 69,00            | QF             |
| 8    | 3  | 1     | Georgi Mihaylov            | Bulgarie           | 50,25          | 65,00          | 65,00            | QF             |
| 9    | 5  | 1     | Manex Azula                | Espagne            | 40,00          | 62,25          | 62,25            | QF             |
| 10   | 1  | 1     | Johannes Hoepfl            | Allemagne          | 13,50          | 60,50          | 60,50            |                |
| 11   | 13 | 1     | Stef Van Deursen           | Belgique           | 59,00          | 42,75          | 59,00            |                |
| 12   | 14 | 1     | Florian Prietl             | Autriche           | 42,75          | 45,25          | 45,25            |                |
| 13   | 8  | 1     | Yannis Tourki              | France             | 38,00          | 35,25          | 38,00            |                |
| 14   | 9  | 1     | Ivan Kardonov              | Russie             | 33,75          | 34,50          | 34,50            |                |
| 1    | 20 | 2     | Ben Ferguson               | États-Unis         | 80,25          | 90,25          | 90,25            | QF             |
| 2    | 22 | 2     | Sebbe De Buck              | Belgique           | 84,25          | 58,00          | 84,25            | QF             |
| 3    | 19 | 2     | Tyler Nicholson            | Canada             | 55,75          | 82,75          | 82,75            | QF             |
| 4    | 17 | 2     | David Hablützel            | Suisse             | 75,00          | 68,75          | 75,00            | QF             |
| 5    | 27 | 2     | Jan Kralj                  | Slovénie           | 73,75          | 51,00          | 73,75            | QF             |
| 6    | 26 | 2     | Ondrej Porkert             | République tchèque | 46,00          | 69,50          | 69,50            | QF             |
| 7    | 25 | 2     | Lewis Courtier-Jones       | Grande-Bretagne    | 68,50          | 47,75          | 68,50            | QF             |
| 8    | 18 | 2     | Andre Christian Escobar    | Chili              | 43,75          | 66,75          | 66,75            | QF             |
| 9    | 21 | 2     | Jesse Augustinus           | Pays-Bas           | 38,50          | 61,25          | 61,25            | QF             |
| 10   | 24 | 2     | Tim Herbert                | Nouvelle-Zélande   | 44,50          | 57,00          | 57,00            |                |
| 11   | 15 | 2     | Philipp Wilhelm Kundratitz | Autriche           | 46,50          | 41,75          | 46,50            |                |
|      | 16 | 2     | Linus Birkendahl           | Allemagne          | N'a pas débuté | N'a pas débuté | N'a pas débuté   | N'a pas débuté |
|      | 23 | 2     | Hamish Bagley              | Nouvelle-Zélande   | N'a pas débuté | N'a pas débuté | N'a pas débuté   | N'a pas débuté |
|      | 28 | 2     | Victor Habermacher         | France             | N'a pas débuté | N'a pas débuté | N'a pas débuté   | N'a pas débuté |

#### Finale
| Rang | N° | Nom                     | Pays               | Manche 1 | Manche 2 | Meilleure manche | Notes                               |
| ---- | -- | ----------------------- | ------------------ | -------- | -------- | ---------------- | ----------------------------------- |
| 1    | 10 | Michael Ciccarelli      | Canada             | 85,75    | 94,25    | 94,25            | Médaille d'or, Jeux olympiques      |
| 2    | 20 | Ben Ferguson            | États-Unis         | 90,25    | 87,50    | 90,25            | Médaille d'argent, Jeux olympiques  |
| 3    | 17 | David Hablützel         | Suisse             | 57,75    | 87,50    | 87,50            | Médaille de bronze, Jeux olympiques |
| 4    | 27 | Jan Kralj               | Slovénie           | 58,50    | 85,25    | 85,25            |                                     |
| 5    | 4  | Max Raymer              | États-Unis         | 39,25    | 85,00    | 85,00            |                                     |
| 6    | 19 | Tyler Nicholson         | Canada             | 44,25    | 84,00    | 84,00            |                                     |
| 7    | 7  | Tuomas Pohjonen         | Finlande           | 80,25    | 46,50    | 80,25            |                                     |
| 8    | 26 | Ondrej Porkert          | République tchèque | 24,25    | 75,50    | 75,50            |                                     |
| 9    | 18 | Andre Christian Escobar | Chili              | 32,75    | 60,00    | 60,00            |                                     |
| 10   | 6  | Lucas Baume             | Suisse             | 51,25    | 57,25    | 57,25            |                                     |
| 11   | 11 | Kalle Jarvilehto        | Finlande           | 32,00    | 56,00    | 56,00            |                                     |
| 12   | 12 | Ludvig Billtoft         | Suède              | 44,75    | 55,50    | 55,50            |                                     |
| 13   | 3  | Georgi Mihaylov         | Bulgarie           | 47,50    | '48,25   | 48,25            |                                     |
| 14   | 22 | Sebbe De Buck           | Belgique           | 28,00    | 43,50    | 43,50            |                                     |
| 15   | 2  | Tim-Kevin Ravnjak       | Slovénie           | 41,75    | 41,75    | 41,75            |                                     |
| 16   | 25 | Lewis Courtier-Jones    | Grande-Bretagne    | 29,00    | 33,50    | 33,50            |                                     |
| 17   | 5  | Manex Azula             | Espagne            | 29,00    | 33,50    | 33,50            |                                     |
| 18   | 21 | Jesse Augustinus        | Pays-Bas           | 24,00    | 28,25    | 28,25            |                                     |

### Half-pipe femmes
L'épreuve s'est déroulée avec 17 athlètes de 14 pays différents le 14 janvier 2012 avec les qualifications puis le lendemain avec la demi-finale (6 athlètes de 5 pays) et la finale (6 participants de 6 pays),.

#### Qualification
| Rang | N° | Nom                       | Pays               | Manche 1        | Manche 2        | Meilleure manche | Notes           |
| ---- | -- | ------------------------- | ------------------ | --------------- | --------------- | ---------------- | --------------- |
| 1    | 6  | Arielle Gold              | États-Unis         | 88,50           | 27,00           | 88,50            | QF              |
| 2    | 1  | Hikaru Ohe                | Japon              | 82,00           | 78,00           | 82,00            | QF              |
| 3    | 2  | Lucile Lefevre            | France             | 70,75           | 75,75           | 75,75            | QF              |
| 4    | 8  | Alexandra Fitch           | Australie          | 61,25           | 67,00           | 67,00            | QD              |
| 5    | 16 | Quincy Korte-King         | Canada             | 57,00           | 59,00           | 59,00            | QD              |
| 6    | 11 | Maria Delfina Maiocco     | Italie             | 28,50           | 58,25           | 58,25            | QD              |
| 7    | 17 | Audrey McManiman          | Canada             | 51,50           | 37,00           | 51,50            | QD              |
| 8    | 12 | Indigo Monk               | États-Unis         | 45,00           | 46,75           | 46,75            | QD              |
| 9    | 14 | Diana Augustinova         | République tchèque | 41,00           | 43,25           | 43,25            | QD              |
| 10   | 7  | Celia Petrig              | Suisse             | 31,50           | 41,75           | 41,75            |                 |
| 11   | 4  | Sara Eguibar              | Espagne            | 35,50           | 31,25           | 35,50            |                 |
| 12   | 10 | Emma Kanko                | Finlande           | 16,00           | 26,00           | 26,00            |                 |
| 13   | 13 | Hanna Ehtonen             | Finlande           | 18,75           | 21,75           | 21,75            |                 |
| 14   | 15 | Maeva Estevez             | Andorre            | 15,00           | 11,75           | 15,00            |                 |
| 15   | 3  | Johanna Elisabeth Sternat | Autriche           | 10,25           | N'a pas débutée | 10,25            |                 |
| 16   | 5  | Paulina Berislavic        | Croatie            | 8,75            | 5,75            | 8,75             |                 |
|      | 9  | Ekaterina Prusakova       | Russie             | N'a pas débutée | N'a pas débutée | N'a pas débutée  | N'a pas débutée |

#### Demi-finale
| Rang | N° | Nom                   | Pays               | Manche 1 | Manche 2 | Meilleure manche | Notes |
| ---- | -- | --------------------- | ------------------ | -------- | -------- | ---------------- | ----- |
| 1    | 8  | Alexandra Fitch       | Australie          | 82,00    | 87,50    | 87,50            | QF    |
| 2    | 11 | Maria Delfina Maiocco | Italie             | 74,25    | 83,75    | 83,75            | QF    |
| 3    | 16 | Quincy Korte-King     | Canada             | 48,25    | 71,75    | 71,75            | QF    |
| 4    | 17 | Audrey McManiman      | Canada             | 64,25    | 34,00    | 64,25            |       |
| 5    | 12 | Indigo Monk           | États-Unis         | 59,25    | 54,50    | 59,25            |       |
| 6    | 14 | Diana Augustinova     | République tchèque | 47,75    | 43,75    | 47,75            |       |

#### Finale
| Rang | N° | Nom                   | Pays       | Manche 1 | Manche 2 | Meilleure manche | Notes                               |
| ---- | -- | --------------------- | ---------- | -------- | -------- | ---------------- | ----------------------------------- |
| 1    | 1  | Hikaru Ohe            | Japon      | 95,75    | 96,25    | 96,25            | Médaille d'or, Jeux olympiques      |
| 2    | 6  | Arielle Gold          | États-Unis | 90,00    | 86,50    | 90,00            | Médaille d'argent, Jeux olympiques  |
| 3    | 2  | Lucile Lefevre        | France     | 82,25    | 29,75    | 82,25            | Médaille de bronze, Jeux olympiques |
| 4    | 8  | Alexandra Fitch       | Australie  | 75,25    | 60,75    | 75,25            |                                     |
| 5    | 16 | Quincy Korte-King     | Canada     | 61,25    | 69,75    | 69,75            |                                     |
| 6    | 11 | Maria Delfina Maiocco | Italie     | 69,00    | 44,25    | 69,00            |                                     |

### Slopestyle femmes
L'épreuve s'est déroulée avec 15 athlètes de 11 pays différents le 19 janvier 2012 avec les qualifications puis avec la finale avec 9 participantes.

#### Qualification
| Rang | N° | Nom                       | Pays               | Manche 1        | Manche 2        | Meilleure manche | Notes           |
| ---- | -- | ------------------------- | ------------------ | --------------- | --------------- | ---------------- | --------------- |
| 1    | 11 | Audrey McManimann         | Canada             | 83,00           | 30,00           | 83,00            | QF              |
| 2    | 13 | Celia Petrig              | Suisse             | 79,50           | 32,75           | 79,50            | QF              |
| 3    | 3  | Alexandra Fitch           | Australie          | 59,25           | 77,75           | 77,75            | QF              |
| 4    | 12 | Arielle Gold              | États-Unis         | 77,50           | 72,50           | 77,50            | QF              |
| 5    | 4  | Indigo Monk               | États-Unis         | 65,75           | 77,25           | 77,25            | QF              |
| 6    | 8  | Quincy Korte-King         | Canada             | 75,75           | 66,00           | 75,75            | QF              |
| 7    | 15 | Maria Delfina Maiocco     | Italie             | 55,25           | 74,75           | 74,75            | QF              |
| 8    | 2  | Lucile Lefevre            | France             | 36,75           | 69,25           | 69,25            | QF              |
| 9    | 5  | Birgit Rofner             | Autriche           | 59,75           | 52,75           | 59,75            | QF              |
| 10   | 9  | Emma Kanko                | Finlande           | 55,00           | 27,75           | 55,00            |                 |
| 11   | 1  | Johanna Elisabeth Sternat | Autriche           | 53,50           | 51,50           | 53,50            |                 |
| 12   | 14 | Diana Augustinova         | République tchèque | 48,50           | 47,00           | 48,50            |                 |
| 13   | 7  | Paulina Berislavic        | Croatie            | 10,25           | 19,50           | 19,50            |                 |
|      | 6  | Maeva Estevez             | Andorre            | N'a pas débutée | N'a pas débutée | N'a pas débutée  | N'a pas débutée |
|      | 10 | Hanna Ehtonen             | Finlande           | N'a pas débutée | N'a pas débutée | N'a pas débutée  | N'a pas débutée |

#### Finale
| Rang | N° | Nom                   | Pays       | Manche 1 | Manche 2 | Meilleure manche | Notes                               |
| ---- | -- | --------------------- | ---------- | -------- | -------- | ---------------- | ----------------------------------- |
| 1    | 11 | Audrey McManimann     | Canada     | 84,25    | 62,75    | 84,25            | Médaille d'or, Jeux olympiques      |
| 2    | 12 | Arielle Gold          | États-Unis | 71,75    | 69,00    | 71,75            | Médaille d'argent, Jeux olympiques  |
| 3    | 3  | Alexandra Fitch       | Australie  | 69,75    | 42,50    | 69,75            | Médaille de bronze, Jeux olympiques |
| 4    | 13 | Celia Petrig          | Suisse     | 62,00    | 40,75    | 62,00            |                                     |
| 5    | 4  | Indigo Monk           | États-Unis | 55,00    | 50,00    | 55,00            |                                     |
| 6    | 15 | Maria Delfina Maiocco | Italie     | 47,25    | 54,25    | 54,25            |                                     |
| 7    | 8  | Quincy Korte-King     | Canada     | 49,00    | 51,50    | 51,50            |                                     |
| 8    | 5  | Birgit Rofner         | Autriche   | 33,50    | 49,50    | 49,50            |                                     |
| 9    | 2  | Lucile Lefevre        | France     | 36,25    | 42,25    | 42,25            |                                     |